# Hälsaviken
Hälsaviken, den inre delen av Storvarpet beläget vid Bygdeås kust, Robertsfors kommun, Västerbotten. Namnet härrör från den barnkoloni för sjuka och mindre bemedlade som bedrevs fram till och med 1950-talet.